# Elle of Ganado
Asdzą́ą́ Łichííʼ (litt. en français : « Femme Rouge »), de son nom anglophone Elle of Ganado, née vers 1850 et morte à l'hiver de 1924, est une tisserande et démonstratrice touristique navajo. Employée pendant plus de vingt ans par la Fred Harvey Company (en) – l'entreprise hôtelière qui a créé l'industrie du voyage de loisirs dans le Sud-Ouest –, elle est devenue une icône stéréotypée de cette destination « indienne » aux yeux de la société aisée des États-Unis.

## Biographie

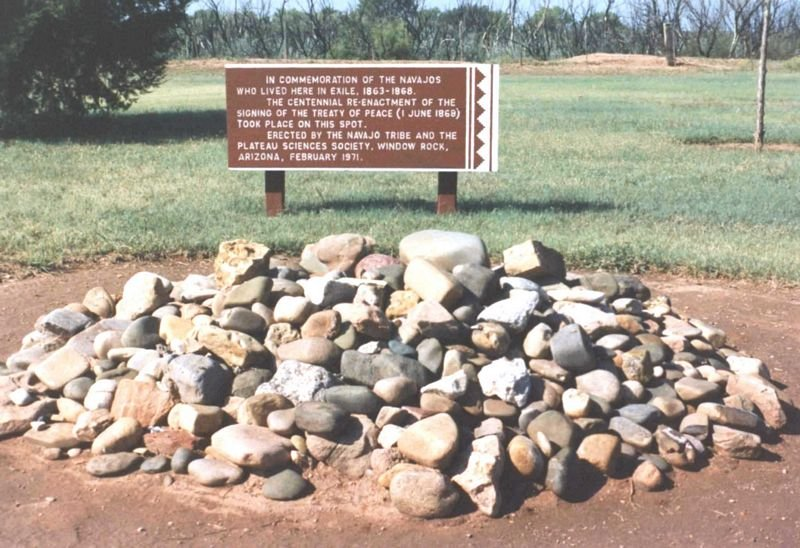
Mémorial aux victimes de Bosque Redondo.

Asdzą́ą́ Łichííʼ naît au sein du clan Dibelizhini (litt. en français : « Mouton Noir »). Sa date de naissance est estimée aux alentours de 1850, car une brochure de 1903 mentionne qu'elle approchait alors la cinquantaine. Peu d’informations sont connues sur le début de sa vie. Il semble que les ancêtres d’Asdzą́ą́ Łichííʼ n’aient pas tous été Navajos, mais selon l'historienne navajo Jennifer Nez Denetdale (en), penser que cela aurait un impact sur la plénitude de son identité navajo relève des stéréotypes sur les « degrés de sang ». Certaines sources navajo rapportées par l'historienne Kathleen L. Howard rapportent qu'Asdzą́ą́ Łichííʼ aurait peut-être été déportée lors de la Longue Marche des Navajos et incarcérée pendant un temps à Bosque Redondo. Asdzą́ą́ Łichííʼ parlait seulement le navajo et n’a pas laissé d’écrits. À son sujet, les archives contiennent principalement des brochures publicitaires, mais aussi quelques lettres de ses patrons sur elle.
En 1903, alors qu'elle vit à Ganado, Asdzą́ą́ Łichííʼ reçoit une commande de la part du Commercial Club d’Albuquerque, l'association des commerçants qui forment la classe des notables locaux. À l'époque, la nouvelle ville d’Albuqerque est en pleine expansion à cause du chemin de fer qui la dessert depuis 1880. Asdzą́ą́ Łichííʼ doit tisser une reproduction de la carte de membre honoraire que le Club a l'intention de donner au président Roosevelt lors de sa visite prochaine. Elle ne dispose que de quelques jours, mais parvient à finir le travail à temps. La couverture est remise à Roosevelt dans le Commercial Club, et plus tard il se rend dans le Bâtiment indien de l'hôtel Alvarado (en), où il serre la main d’Asdzą́ą́ Łichííʼ. Une photographie d’elle est alors prise, bientôt publiée dans des journaux dans tous les États-Unis pour illustrer l'article sur la visite de Roosevelt au Nouveau-Mexique. Pour la philologue Carrie Johnston, l'admiration professée pour Asdzą́ą́ Łichííʼ lors de cet épisode était hypocrite:
« [H]er status was valued insofar as she was linked to the commodified blanket and, by extension, the Harvey Company. [...] Such narratives naturalized the settler-colonial presence of corporate influence through Native Americans' alleged endorsement[.] »
« Elle n'était appréciée que comme accessoire de la couverture marchandisée et donc de la compagnie Harvey. [...] Les récits de ce genre naturalisaient le mécanisme colonial du pouvoir politique des entreprises, en faisant croire que les autochtones les soutenaient. »

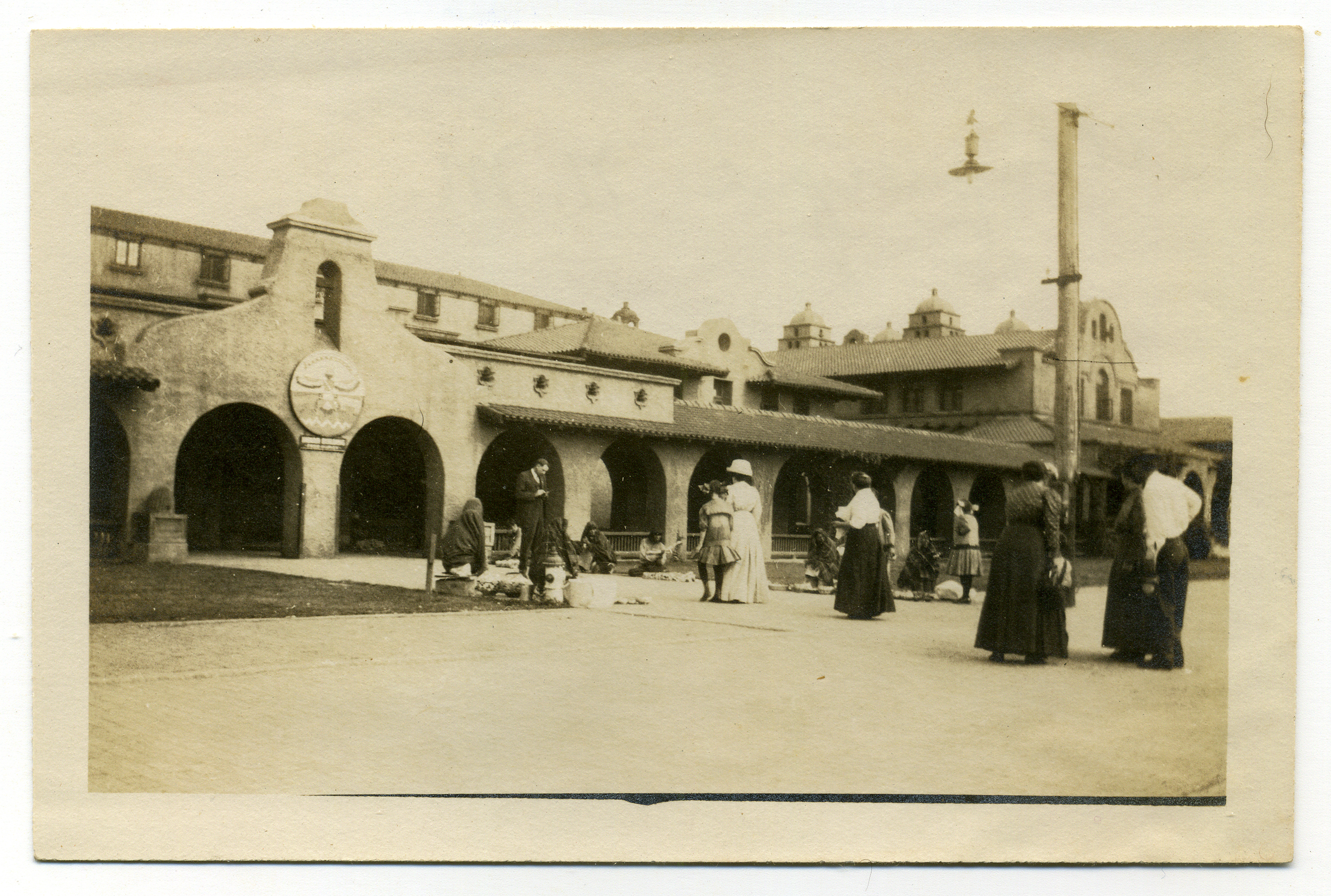
Des touristes flânant à l'entrée du Bâtiment indien, où des employés autochtones exposent leurs produits.

Dès lors, sur une suggestion de Don Lorenzo Hubbell, la Fred Harvey Company emploie Asdzą́ą́ Łichííʼ pour qu'elle tisse dans le Bâtiment indien du gigantesque hôtel Alvarado, tout juste construit en 1902. Elle y établit son domicile avec son conjoint Tom of Ganado. Le Bâtiment indien est une section de l'hôtel dédiée à l'exhibition des modes de vie des communautés autochtones de la région. Le travail d’Asdzą́ą́ Łichííʼ est de représenter une Navajo typique, authentique et exotique afin de plaire aux clients qui arrivent par le chemin de fer. Durant la vingtaine d’année qu'elle passe à son poste, elle est l'attraction principale du Bâtiment indien. Une autre tisserande est même renvoyée parce qu'elle ne s’entendait pas avec Asdzą́ą́ Łichííʼ.
Plus de cinquante photographies d’Asdzą́ą́ Łichííʼ, prises au cours de sa carrière chez Fred Harvey, se retrouvent dans les archives, dont certaines par Adam Clark Vroman et Carl Moon (en). Les images ne mentionnent pas toujours son nom, et sont déclinées en cartes à jouer et en cartes postales. Bien qu'elle n’ai jamais eu d’enfants, les photographies la montrent souvent en compagnie d’enfants, qui selon des sources navajos seraient les petits-enfants de son mari, issus d’un premier mariage avant qu'il ne la rencontre. L'image d’Asdzą́ą́ Łichííʼ intéressait particulièrement les publicitaires parce qu'elle était perçue comme une femme mature et saine renvoyant une image de sérénité. Cette image était utile pour contrebalancer les craintes des riches voyageurs, échaudés par les guerres indiennes qui avaient pris fin dans la région en 1890, seulement dix ans auparavant. En plus des images, beaucoup de textes promotionnels sont écrits sur Asdzą́ą́ Łichííʼ. Ces images sont souvent vues comme une forme de marchandisation de la culture navajo, appropriée par une économie orientaliste, selon Jerold Auerbach (en). Il cite un trait d'esprit sur Asdzą́ą́ Łichííʼ: « jamais elle ne croupit en prison comme Geronimo, mais elle fut capturée à de nombreuses reprises – sur pellicule. »
Herman Schweizer, le manager des travailleurs autochtones de la compagnie Fred Harvey, prête 200 dollars à Tom of Ganado pour que le couple puisse construire une petite maison au nord de Ganado, au lieu-dit Round Top. En 1904, Tom attrape une pneumonie dont les journaux locaux font la chronique en insistant sur le chagrin d’Asdzą́ą́ Łichííʼ. Le traitement au sanatorium n’améliore pas son état de santé, et ses proches décident de faire appel aux soins d’un guérisseur traditionnel, Miguelito, lui aussi un employé de la compagnie Harvey. Après une cérémonie yei bei chei, Tom finit par guérir.

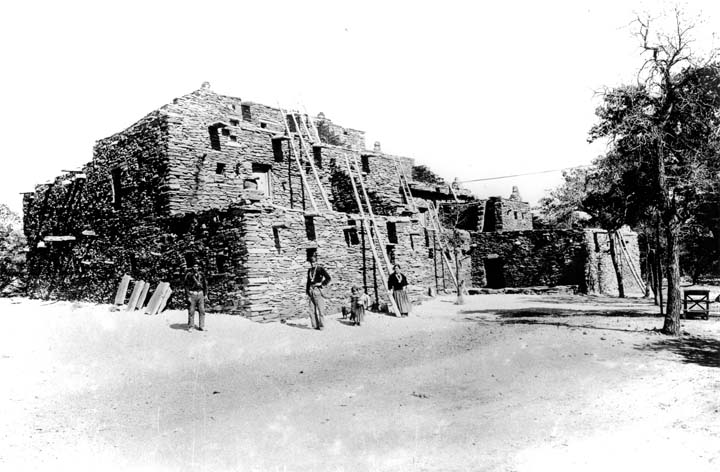
Le couple Ganado, posant devant la Hopi House vers 1910.

Avec son mari qui lui sert d’interprète, Asdzą́ą́ Łichííʼ se rend au Grand Canyon en 1905, et la même année ils prennent un congé de six mois. Ils voyagent à Chicago en 1909 et en 1910, puis à l'Exposition universelle de 1915 à San Francisco. À Chicago, ils sont escortés par quatre policiers pour contenir la foule des curieux.
Atteinte de rhumatisme, Asdzą́ą́ Łichííʼ prend un congé pour se faire soigner par un homme-médecine. Elle continue à travailler et à être la vedette de l'hôtel jusqu'à sa mort pendant l'hiver de 1924, six ans avant celle de son mari. Dans les décennies qui suivent, la compagnie Fred Harvey continue d'utiliser son image dans ses publicités, mais arrête complètement de mentionner son nom dès la fin des années 1920. Dans son livre Swept Under the Rug, Kathy M'Closkey rappelle que la visibilité d'Asdzą́ą́ Łichííʼ était extraordinaire, et que de très nombreuses de ses homologues ont vécu dans une grande déconsidération : « il ne faut pas oublier qu'Elle avait des milliers de consœurs. »